# Rempart de Bellecombe

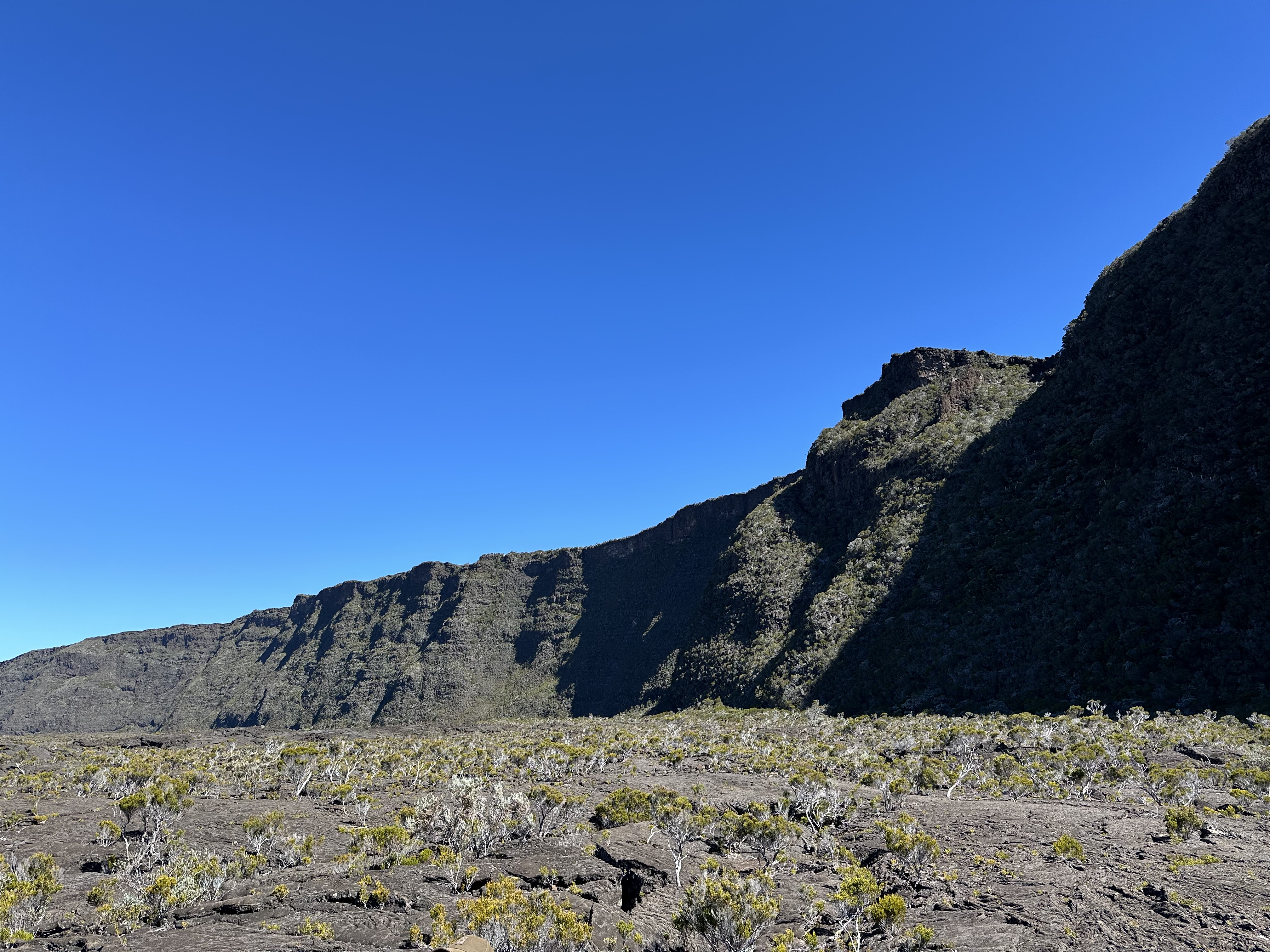
Rempart de Bellecombe, 2024

Als Rempart de Bellecombe wird ein Teil der Kraterwand der Caldera Enclos Fouqué des Vulkans Piton de la Fournaise im südlichen Teil der im Indischen Ozean gelegenen Insel Réunion bezeichnet.
Die nach dem Gouverneur Réunions Léonard de Bellecombe benannte Felswand erreicht eine maximale Höhe von 2351 Metern und bildet die südliche, westliche und nördliche Begrenzung des Kraters. Sie erhebt sich steil, etwa 100 Höhenmeter über den Boden der Caldera und verläuft in einem Bogen vom Nez Coupé du Tremblet im Südosten bis zum nordöstlichen Ende, dem Nez Coupé de Sainte-Rose. Der Durchmesser des Bogens beträgt etwa acht Kilometer. Durch die Felswand führt in ihrem nordwestlichen Teil der Pas de Bellecombe-Jacob, der den Abstieg auf den Boden der Caldera ermöglicht.
Der nördliche Teil des Rempart de Bellecombe gehört zur Gemeinde Sainte Rose, während im südlichen Abschnitt die Gemeindegrenze des südwestlich gelegenen Saint-Joseph und des südöstlich gelegenen Saint-Philippe zum Teil auf dem Kraterrand verläuft.